# Aleksander Wolski
Aleksander Wolski, właśc. Aleksander Salomon Dyszko, znany jako Czesław Ludwik Kwiatkowski (ur. 7 lutego 1913 w Białymstoku, zm. 30 maja 1998 w Warszawie) – polski architekt, żołnierz, polityk i dyplomata narodowości żydowskiej, funkcjonariusz organów bezpieczeństwa Polski Ludowej, wiceminister budownictwa (1951–1956), ambasador PRL w Belgii (1957–1961).

## Życiorys
Urodził się w żydowskiej rodzinie Abrahama Dyszki i Baszewy z Goldwasserów (po wojnie podawał imiona rodziców Adam i Barbara z d. Goldwasser). W aktach osobowych miał wpis: narodowość: polska, wyznanie ewangelicko-reformowane. W 1936 ukończył studia na Wydziale Architektury lub Wydziale Budownictwa Lądowego Politechniki Warszawskiej. W młodości działał w Komunistycznym Związku Młodzieży Polskiej, a na studiach początkowo w „Pochodni” i Organizacji Młodzieży Studenckiej „Życie”. Pracował przy budowie Dworca Głównego w Warszawie i jako szef budowy Fabryki Celulozy w Ławnej pod Grodnem.
W 1939 został przewodniczącym Okręgowej Komisji Wyborczej, następnie dyrektorem w końcu głównym inżynierem fabryki w Ławnej i doradcą Planu Państwowego Białorusi. W 1941 zmobilizowany do Armii Czerwonej, walczył na froncie II wojny światowej. Dostał się do niewoli, z której udało mu się zbiec, następnie przeniósł się do Warszawy. Wstąpił do Armii Ludowej (doszedł do stopnia porucznika). Brał udział w powstaniu warszawskim (Stare Miasto – kanały – Żoliborz). Po powstaniu wyszedł z Warszawy z ludnością cywilną lub ciężko ranny trafił ewakuowany do Tworek i następnie na Kielecczyznę.
Od 1945 członek Polskiej Partii Robotniczej, następnie Polskiej Zjednoczonej Partii Robotniczej. Po wojnie od 1945 do 1947 sprawował urząd dyrektora Departamentu IV Ministerstwa Bezpieczeństwa Publicznego. Zwolniony na własną prośbę, podjął się stworzeniu Zakładów Osiedli Robotniczych, w których pracował. W latach 1951–1956 podsekretarz stanu w Ministerstwie Budownictwa Miast i Osiedli oraz Ministerstwie Budownictwa. Od 16 kwietnia 1957 do 7 listopada 1961 poseł (ambasador) PRL w Belgii.
Od 1953 członek Oddziału Warszawskiego SARP. W 1955 otrzymał zespołową Nagrodę Państwową II stopnia za wybitne osiągnięcia i twórczy wkład w odbudowę i wydobycie wartości artystycznych Starego Miasta w Lublinie.
Zmarł w Warszawie, pochowany na cmentarzu Wojskowym na Powązkach (kwatera A8-4-26).

## Ordery i odznaczenia
- Order Krzyża Grunwaldu III klasy (10 października 1945)[9]
- Medal 10-lecia Polski Ludowej (28 lutego 1955)[10]
- Złota Odznaka honorowa „Za Zasługi dla Warszawy” (1967)[11]